# Campeonato Nacional da Divisão de Honra 2017
Der Campeonato Nacional da Divisão de Honra 2017 war die dritthöchste Spielklasse im Fußball auf der Insel São Tomé, einem Teilstaat des afrikanischen Inselstaates São Tomé und Príncipe. Die Saison wurde mit zehn Mannschaften geplant, jedoch zog sich Juba de Diogo Simão vor Saisonbeginn zurück. 
| Pl.                    | Verein                  | Sp. | S  | U | N  | Tore    | Diff. | Punkte |
| ---------------------- | ----------------------- | --- | -- | - | -- | ------- | ----- | ------ |
| 1.                     | Desportivo Otótó 2      | 16  | 10 | 4 | 2  | 039:180 | +21   | 34     |
| 2.                     | GD Cruz Vermelha 2      | 16  | 9  | 3 | 4  | 029:200 | +9    | 30     |
| 3.                     | Marítimo Micoló (A) 1   | 16  | 8  | 4 | 4  | 020:170 | +3    | 28     |
| 4.                     | Andorinha SC 2          | 16  | 5  | 6 | 5  | 024:200 | +4    | 21     |
| 5.                     | CD Conde 3              | 15  | 5  | 4 | 6  | 019:150 | +4    | 19     |
| 6.                     | Diogo Vaz 4             | 15  | 5  | 4 | 6  | 019:300 | −11   | 19     |
| 7.                     | UD Santa Margarida 2    | 16  | 5  | 3 | 8  | 025:230 | +2    | 18     |
| 8.                     | Benfica Porto Alegre 2  | 16  | 3  | 5 | 8  | 012:270 | −15   | 14     |
| 9.                     | Varzim SC 4             | 16  | 4  | 1 | 11 | 020:370 | −17   | 13     |
| 10.                    | Juba de Diogo Simão (A) | 0   | 0  | 0 | 0  | 000:000 | ±0    | 0      |
| Stand: Saisonende 2017 |                         |     |    |   |    |         |       |        |

Platzierungskriterien: 1. Punkte – 2. Tordifferenz – 3. geschossene Tore